# 26e cérémonie des Screen Actors Guild Awards
La 26e cérémonie des Screen Actors Guild Awards (SAG Awards), décernés par la Screen Actors Guild, a lieu le 19 janvier 2020 et récompense les acteurs et actrices du cinéma et de la télévision ayant tourné en 2019.
Les nominations sont annoncées le 11 décembre 2019.

## Palmarès

### Cinéma

#### Meilleur acteur
- Joaquin Phoenix pour le rôle d'Arthur Fleck / Le Joker dans Joker
  - Christian Bale pour le rôle de Ken Miles dans Le Mans 66 (Ford v. Ferrari)
  - Leonardo DiCaprio pour le rôle de Rick Dalton dans Once Upon a Time… in Hollywood
  - Adam Driver pour le rôle de Charlie Barber dans Marriage Story
  - Taron Egerton pour le rôle d'Elton John dans Rocketman

#### Meilleure actrice
- Renée Zellweger pour le rôle de Judy Garland dans Judy 
  - Cynthia Erivo pour le rôle d'Harriet Tubman dans Harriet
  - Scarlett Johansson pour le rôle de Nicole Barber dans Marriage Story
  - Lupita Nyong'o pour le rôle d'Adelaide Wilson / Red dans Us
  - Charlize Theron pour le rôle de Megyn Kelly dans Scandale (Bombshell)

#### Meilleur acteur dans un second rôle
- Brad Pitt pour le rôle de Cliff Booth dans Once Upon a Time… in Hollywood
  - Jamie Foxx pour le rôle de Walter McMillian dans La Voie de la justice (Just Mercy)
  - Tom Hanks pour le rôle de Fred Rogers dans Un ami extraordinaire (A Beautiful Day in the Neighborhood)
  - Al Pacino pour le rôle de James Riddle « Jimmy » Hoffa dans The Irishman
  - Joe Pesci pour le rôle de Russell Bufalino dans The Irishman

#### Meilleure actrice dans un second rôle
- Laura Dern pour le rôle de Nora Fanshaw dans Marriage Story 
  - Scarlett Johansson pour le rôle de Rosie Betzler dans Jojo Rabbit
  - Nicole Kidman pour le rôle de Gretchen Carlson dans Scandale (Bombshell)
  - Jennifer Lopez pour le rôle de Ramona Vega dans Queens (Hustlers)
  - Margot Robbie pour le rôle de Kayla Pospisil dans Scandale (Bombshell)

#### Meilleure distribution
- Parasite
  - Scandale (Bombshell)
  - The Irishman
  - Jojo Rabbit
  - Once Upon a Time… in Hollywood

#### Meilleure équipe de cascadeurs
- Avengers: Endgame
  - Le Mans 66 (Ford v. Ferrari)
  - The Irishman
  - Joker
  - Once Upon a Time… in Hollywood

### Télévision

#### Meilleur acteur dans une série dramatique
- Peter Dinklage pour le rôle de Tyrion Lannister dans Game of Thrones
  - Sterling K. Brown pour le rôle de Randall Pearson dans This Is Us
  - Steve Carell pour le rôle de Mitch Kessler dans The Morning Show
  - Billy Crudup pour le rôle de Cory Ellison dans The Morning Show
  - David Harbour pour le rôle de Jim Hopper dans Stranger Things

#### Meilleure actrice dans une série dramatique
- Jennifer Aniston pour le rôle d'Alex Levy dans The Morning Show
  - Helena Bonham Carter pour le rôle de Margaret du Royaume-Uni dans The Crown
  - Olivia Colman pour le rôle d'Élisabeth II dans The Crown
  - Jodie Comer pour le rôle de Villanelle / Oksana Astankova dans Killing Eve
  - Elisabeth Moss pour le rôle de Dejoseph / June Osborne dans The Handmaid's Tale : La Servante écarlate (The Handmaid's Tale)

#### Meilleure distribution pour une série dramatique
- The Crown
  - Big Little Lies
  - Game of Thrones
  - The Handmaid's Tale : La Servante écarlate (The Handmaid's Tale)
  - Stranger Things

#### Meilleur acteur dans une série comique
- Tony Shalhoub pour le rôle d'Abe Weissman dans Mme Maisel, femme fabuleuse (The Marvelous Mrs Maisel)
  - Alan Arkin pour le rôle de Norman Newlander dans La Méthode Kominsky (The Kominsky Method)
  - Michael Douglas pour le rôle de Sandy Kominsky dans La Méthode Kominsky (The Kominsky Method)
  - Bill Hader pour le rôle de Barry Berkman / Barry Block dans Barry
  - Andrew Scott pour le rôle du Prêtre dans Fleabag

#### Meilleure actrice dans une série comique
- Phoebe Waller-Bridge pour le rôle de Fleabag dans Fleabag
  - Christina Applegate pour le rôle de Jen Harding dans Dead to Me
  - Alex Borstein pour le rôle de Susie Myerson dans Mme Maisel, femme fabuleuse (The Marvelous Mrs Maisel)
  - Rachel Brosnahan pour le rôle de Miriam « Midge » Maisel dans Mme Maisel, femme fabuleuse (The Marvelous Mrs Maisel)
  - Catherine O'Hara pour le rôle de Moira Rose dans Schitt's Creek

#### Meilleure distribution pour une série comique
- Mme Maisel, femme fabuleuse (The Marvelous Mrs. Maisel)
  - Barry
  - Fleabag
  - La Méthode Kominsky (The Kominsky Method)
  - Schitt's Creek

#### Meilleur acteur dans une mini-série ou un téléfilm
- Sam Rockwell pour le rôle de Bob Fosse dans Fosse/Verdon
  - Mahershala Ali pour le rôle de Wayne Hays dans True Detective
  - Russell Crowe pour le rôle de Roger Ailes dans The Loudest Voice
  - Jared Harris pour le rôle de Valeri Legassov dans Chernobyl
  - Jharrel Jerome pour le rôle de Korey Wise dans Dans leur regard (When They See Us)

#### Meilleure actrice dans une mini-série ou un téléfilm
- Michelle Williams pour le rôle de Gwen Verdon dans Fosse/Verdon
  - Patricia Arquette pour le rôle de Dee Dee Blanchard dans The Act
  - Toni Collette pour le rôle de Grace Rasmussen dans Unbelievable
  - Joey King pour le rôle de Gypsy Blanchard dans The Act
  - Emily Watson pour le rôle d'Ulana Khomyuk dans Chernobyl

#### Meilleure équipe de cascadeurs dans une série télévisée
- Game of Thrones
  - GLOW
  - Stranger Things
  - The Walking Dead
  - Watchmen

### Screen Actors Guild Life Achievement Award
- Robert De Niro